# Прибытково (платформа)
Прибы́тково — остановочный пункт Октябрьской железной дороги в Гатчинском районе Ленинградской области на перегоне Гатчина-Варшавская - Сиверская линии Санкт-Петербург — Луга, расположена в центре посёлка Прибытково. В 1,3 км к востоку от платформы проходит автодорога Н114 Кипень — Куровицы, а в 1,5 км в западу — автодорога М20 (E 95) Санкт-Петербург — Псков.

## История
Открыта в 1903 году. Станция названа в честь «адмирала» Прибыткова. В его имении в настоящее время[когда?]

 располагается школа и поселковая библиотека.
В 1966 году в составе проекта электрификации участка Гатчина-Варшавская – Сиверская построены высокие пассажирские платформы с железобетонным навесом с залом ожидания. Работы выполнены по проекту института Ленгипротранс.

## Описание
На платформе останавливаются большинство проходящих через неё пригородных электропоездов. Рядом с платформой расположены пригородные кассы.